# Birs
Birs (fr. Birse) – rzeka w Szwajcarii, lewy dopływ Renu.

## Historia
Pochodzenie nazwy rzeki, która używana jest od XV wieku, budzi spory. Może pochodzić od Beheres (słowo pochodzenia indoeuropejskiego znaczącego szybki) lub od Bir, które w języku celtyckim oznaczało zbiorniki i cieki wodne.
Na początku XX wieku 49 mostów łączyło brzegi rzeki, z których 12 było mostami kolejowymi, związanymi z otwarciem linii kolejowej między Bazyleą a Biel/Bienne w roku 1877. Stulecie później liczba mostów przekroczyła sto.
Wylewy rzeki spowodowały poważne powodzie w Pontenet i Bévilard w 1750, Birsfelden w 1881, następnie poważne straty przyniosła powódź 23 czerwca 1973, a powódź z 8-10 sierpnia 2007 nawet odcięła Delémont od reszty świata, a niektóre gospodarstwa pozbawiła elektryczności na trzy dni.